# 1902
Прекрасна епоха • Промислова революція •  Колоніальні імперії •  Національно-визвольні рухи • Робітничий рух

## Геополітична ситуація
У Російській імперії царює імператор Микола II (до 1917). Росії належить більша частина України, значна частина Польщі, Бессарабія, Закавказзя, Фінляндія, Бухарське ханство, Хівинське ханство. Україну розділено між двома державами — Королівство Галичини та Володимирії належить Австро-Угорщині, Правобережжя, Лівобережжя та Крим — Російській імперії.
В Османській імперії править султан Абдул-Гамід II (до 1909). Під владою османів перебувають Близький Схід, Середземноморське узбережжя Північної Африки частина Балкан, автономна Болгарія.
В Австро-Угорщині володарює Франц-Йосиф I (до 1916). Імперія охоплює, крім австрійських та угорських земель, Хорватію, Трансильванію, Богемію та Галичину. В Німецькій імперії править Вільгельм II (до 1918). Німецька імперія має колонії в Африці та в Тихому океані.
Третя французька республіка має колонії в Алжирі, Карибському басейні, Південній Америці в Індокитаї. Королівство Іспанія очолює Альфонс XIII (до 1931). У Португалії править Карлуш I (до 1908). Португалія має володіння в Африці, Індії, Індійському океані й Індонезії.
У Великій Британії править Едуард VII (до 1910). Британська імперія має колонії в Північній Америці, на Карибах, в Африці, в Тихоокеанії та в Індостані. Королівство Нідерланди очолює королева Вільгельміна (до 1948). Король Данії та Норвегії — Кристіан IX (до 1906), Оскар II сидить на шведському троні (до 1907), на троні Королівства Італія сидить Віктор-Емануїл III (до 1943).
Посаду президента США утримує за собою Теодор Рузвельт. Територію на півночі північноамериканського континенту займає Канадська конфедерація (домініон Великої Британії), територія на півдні континенту належить Мексиці.
В Ірані при владі Каджари. Владу над Індостаном та Бірмою утримує Британська корона, над В'єтнамом, Лаосом і Камбоджею — Франція. У Сіамі править династія Чакрі. У Китаї володарює Династія Цін. У Японії триває період Мейдзі. На Корейському півострові владарює Корейська імперія.

## Події

### В Україні
- Побудовано залізничну гілку Микитівка — Очеретине.
- Між Херсоном та Голою Пристаню був проведений перший в Україні бездротовий зв'язок цивільного призначення.
- Миколою Міхновським засновано УНП.
- Побачила світ повість Ольги Кобилянської «Земля».
- У Чернівцях вийшла збірка поезій Лесі Українки «Відгуки».

### У світовій політиці
- 30 січня підписано угоду про Англо-японський союз.
- 13 травня король Іспанії Альфонсо XIII досяг повноліття й почав правити в країні.
- 20 травня Куба отримала незалежність від США.
- 31 травня у Преторії (Південна Африка) підписано мирний договір між Великою Британією з одного боку та Оранжевою республікою і Південно-африканською республікою (Республікою Трансвааль) з другого, чим було завершено другу англо-бурську війну.
- У місті Славонський Брод сербські та мусульманські громади підписали угоду, де в основу лягла ідея створення Боснійсько-Герцеговинської області під суверенітетом Османської імперії.
- У грудні почалася Венесуельська криза — блокада Венесуели європейськими державами з вимогою сплати боргів.

### В суспільному житті
- Засновано
  - Інститут Карнегі у США.
  - Орден Заслуг у Великій Британії.
  - Лондонську школу економіки.
- Відкрилися
  - Берлінський метрополітен у Німеччині.
  - Перший кінотеатр у Лос-Анджелесі, США.
- Завершилося спорудження Старої Асуанської греблі через Ніл у Єгипті.

#### Нобелівська премія
- з фізики: Гендрік Антон Лоренц, Пітер Зееман, «За видатні заслуги в дослідженнях впливу магнетизму на радіаційні явища»
- з хімії: Герман Еміль Фішер, «За експерименти з синтезу речовин з сахароїдними і пуриновими групами»
- з медицини та фізіології: Рональд Росс, за праці, присвячені малярії
- з літератури: Теодор Моммзен, «Видатному майстру історичної оповіді за монументальну працю „Римська історія“»
- премія миру: Елі Дюкоммен та Гоба Шарль Альбер, як почесні секретарі Постійного Міжнародного бюро миру

### Аварії й катастрофи
- 6 травня англійський пасажирський пароплав Каморта (SS Camorta) затонув у Бенгальській затоці під час циклону біля Рангуна, загинуло 739 осіб.

### У науці
- Філіпп Едуард Антон фон Ленард зробив спостереження, що максимальна енергія фотоелектронів не залежить від інтенсивності, але залежить від частоти світла.
- Теодор Сведберг зробив припущення, що броунівський рух зумовлений флуктуаціями в атомних зіткненнях.
- Вільям Бейлісс та Ернест Старлінг відкрили перший гормон секретин.
- Вілліс Керріер сконструював перший кондиціонер.

### У мистецтві
- Артур Конан-Дойл надрукував роман «Собака Баскервілів».
- Вийшов перший роман Джека Лондона «Дочка снігів».
- Відбулася прем'єра опери Клода Дебюссі «Пеллеас і Мелізанда».
- Клод Моне розпочав серію картин «Водяні лілії».
- Жорж Мельєс зняв короткометражну комедію «Подорож на місяць».
- Закінчилося спорудження Будівлі парламенту Угорщини.

### У спорті
- Засновано футбольні клуби «Реал Мадрид» в Іспанії та «Флуміненсе» в Бразилії.

## Народились
Дивись також Категорія:Народились 1902
- 8 січня — Георгій Максиміліанович Маленков, радянський партійний діяч
- 16 січня — Ерік Лідделл, британський легкоатлет
- 1 лютого — Ленґстон Х'юз, американський поет, прозаїк
- 4 лютого — Чарльз Ліндберг, американський авіатор
- 10 лютого — Волтер Браттейн, американський фізик, Нобелівська премія 1956
- 11 лютого — Любов Петрівна Орлова, російська акторка
- 27 лютого — Джон Стейнбек, американський письменник
- 10 травня — Девід Селзнік, кінопродюсер
- 26 червня — Вільям Лір, американський винахідник
- 4 липня — Меєр Ланськи, чиказький мафіозі
- 10 липня — Ніколас Гільєн Батіста, кубинський поет
- 12 липня — Нісі Такеіті, барон, підполковник Імперської армії Японії, золотий медаліст Олімпійських ігор 1932 року в Лос-Анджелесі з кінного спорту.
- 28 липня — Карл Поппер, англійський філософ
- 8 серпня:
  - Бочвар Андрій Анатолійович, російський металознавець, академік AH CPCP (з 1946), Герой Соціалістичної Праці (пом. 1984).
  - Дірак Поль Адріен Моріс, англійський фізик, Нобелівський лауреат 1933 року «За відкриття нових продуктивних форм атомної теорії» (пом. 1984).
- 13 серпня — Фелікс Ванкель, німецький інженер, винахідник
- 22 серпня — Лені Ріфеншталь, німецький кінорежисер
- 27 серпня — Юрій Яновський, український письменник
- 1 вересня:
  - Віторіо Гасман, італійський актор
  - Дірк Брауер, голландсько-американський астроном
- 5 вересня — Дерріл Занук, американський кінопродюсер
- 2 листопада — Лебедєв Сергій Олексійович, український математик
- 7 листопада — Зелена Рина, російська театральна і кіноакторка

## Померли
Дивись також Категорія:Померли 1902
- 25 серпня — Цагарелі Авксентій Антонович, грузинський драматург (* 1857).